# Nekrolog 1799
Nekrolog
◄◄
| ◄
| 1795
| 1796
| 1797
| 1798
| 1799 | 1800 | 1801 | 1802 | 1803 | ► | ►►
Weitere Ereignisse | Allgemeiner Nekrolog 1799
Die Beschreibung der verstorbenen Person sollte so kurz wie möglich gehalten sein und nur deren signifikante Tätigkeit(en) enthalten.
Neue Namen ggf. auch unter dem Geburts- und Sterbedatum, also etwa unter 1. Januar und im Geburts- und Sterbejahr (2024) eintragen (nur bei entsprechender großer Wichtigkeit). Für Beispiele siehe die schon vorhandenen Artikel.
Außerdem über die fünf zuletzt Verstorbenen, zu denen es einen ausreichend guten Artikel für eine Präsentation auf der Hauptseite gibt, nach der todesbedingten Überarbeitung der Artikel ggf. auch unter Wikipedia Diskussion:Hauptseite informieren und sie am besten auch in den anderen Wikipedia-Sprachversionen eintragen. Tipp: Regelmäßig bei news.google.de nach „ist tot“, „gestorben“ oder „verstorben“ suchen.
Wenn eine Person gestorben ist, gibt es viele Seiten zu dieser Person in der Wikipedia, die davon auch betroffen sind und entsprechend aktualisiert werden müssen. Beispiele: Namenübersichtsseite, Geburtsjahr, Geburtsort-Seiten und viele mehr.
Wie finde ich die betroffenen Seiten?
Im Suchfeld auf der linken Seite gibt man den Suchbegriff so ein: „Vorname Nachname“. Dann klickt man auf Volltext und alle Seiten mit entsprechendem Suchtext werden aufgerufen. Hier sieht man dann schnell, wo auch das Todesjahr Sinn macht oder sogar ein Teil des Artikels angepasst werden muss. Auch hilft das „Werkzeug“ auf der linken Seite sehr gut, um solche Seiten aufzufinden: „Links auf diese Seite“. Somit ist die Wikipedia wieder aktuell in allen Bereichen! Hinweis: bei Eintragung der Kategorie „Gestorben JAHR“ wird der Missbrauchsfilter 49 ausgelöst, was jedoch nicht schlimm ist. Siehe: Spezial:Missbrauchsfilter/49
Dies ist eine Liste von im Jahr 1799 verstorbenen bekannten Persönlichkeiten. Die Einträge erfolgen innerhalb der einzelnen Daten alphabetisch sortiert. Tiere sind im Nekrolog für Tiere zu finden.

## Januar
| Tag        | Name                                       | Beruf, bekannt als | Alter | Beleg |
| ---------- | ------------------------------------------ | --- | ----- | ----- |
| 3. Januar  | Johann von Bruyn                           | königlich-dänischer Major, Landvermesser, Oberlandinspektor und Landreformer                                            |       |       |
| 3. Januar  | Scheich Galip                              | osmanischer Dichter |       |       |
| 6. Januar  | Wilhelm Georg Friedrich von Oranien-Nassau | zweiter Sohn des Erbstatthalters Wilhelm V. der Niederlande und der Prinzessin Friederike Sophie Wilhelmine von Preußen | 24    |       |
| 9. Januar  | Maria Gaetana Agnesi                       | italienische Mathematikerin und Philanthropin                                                                           | 80    |       |
| 10. Januar | Johann Carl Conrad Oelrichs                | deutscher Historiker und Rechtsgelehrter                                                                                | 76    |       |
| 11. Januar | Guillaume Barthez de Marmorières           | französischer Ingenieur und Enzyklopädist                                                                               | 91    |       |
| 11. Januar | Ignaz Krenauer                             | Benediktiner | 63    |       |
| 13. Januar | Johann Michael Hoffmann                    | deutscher Mediziner, Schriftsteller und Dramatiker                                                                      |       |       |
| 13. Januar | Friedrich August Albrecht von Tschirschky  | preußischer Generalmajor                                                                                                | 64    |       |
| 14. Januar | Karl August von Beulwitz                   | königlich preußischer Generalmajor und Chef des Kadettenkorps                                                           | 62    |       |
| 15. Januar | Johann Heinrich Silbermann                 | elsässischer Orgelbauer, Klavierbauer, Organist und Komponist                                                           | 71    |       |
| 15. Januar | Arnout Vosmaer                             | niederländischer Naturforscher und Sammlungskurator                                                                     | 78    |       |
| 22. Januar | Horace-Bénédict de Saussure                | Schweizer Naturforscher                                                                                                 | 58    |       |
| 24. Januar | Henry Tazewell                             | US-amerikanischer Jurist und Politiker                                                                                  | 45    |       |
| 25. Januar | Matthias von Fuchs                         | Hessen-kasselscher Generalmajor                                                                                         | 62    |       |
| 25. Januar | Heinrich Gottlieb von Kannewurf            | preußischer Generalleutnant, preußischer Kriegsminister                                                                 | 72    |       |
| 25. Januar | Georg Heinrich Sieveking                   | Unternehmer, Aufklärer                                                                                                  | 47    |       |
| 25. Januar | John Wereat                                | Gouverneur von Georgia                                                                                                  |       |       |
| 26. Januar | Carlo Rezzonico der Jüngere                | italienischer Kardinal der römisch-katholischen Kirche                                                                  | 74    |       |
| 28. Januar | Georg Joseph Cöntgen                       | deutscher Kupferstecher                                                                                                 | 47    |       |
| 31. Januar | Georg Heinrich Borz                        | deutscher Mathematiker                                                                                                  | 84    |       |
| 31. Januar | Johann Ludwig von Grünberg                 | preußischer Offizier, zuletzt Generalmajor                                                                              | 72    |       |
| 31. Januar | Carl Heinrich Merck                        | deutscher Teilnehmer an der Ostsibirien- und Alaskaexpedition (1786–1794)                                               | 37    |       |
| 31. Januar | Francis Osborne, 5. Duke of Leeds          | britischer Politiker | 48    |       |
| Januar     | Gerard Bancker                             | US-amerikanischer Politiker                                                                                             | 58    |       |

## Februar
| Tag         | Name                                                | Beruf, bekannt als                                           | Alter | Beleg |
| ----------- | --------------------------------------------------- | ------------------------------------------------------------ | ----- | ----- |
| 1. Februar  | Ferdinand Kobell                                    | deutscher Maler und Kupferstecher                            | 58    |       |
| 2. Februar  | Georg Weikert                                       | österreichischer Porträtmaler des Spätbarock                 |       |       |
| 4. Februar  | Johann Ernst Theodor von Belderbusch                | kurpfälzischer General                                       |       |       |
| 4. Februar  | Francisca Lucia von Korff zu Harkotten und Störmede | Äbtissin im Stift Freckenhorst                               |       |       |
| 4. Februar  | Franz Georg Gneomar von Kunitzky                    | preußischer Generalmajor                                     | 63    |       |
| 5. Februar  | William Beckford von Somerley                       | jamaikanischer Plantagenbesitzer und Autor                   |       |       |
| 6. Februar  | Étienne-Louis Boullée                               | französischer Architekt                                      | 70    |       |
| 7. Februar  | Qianlong                                            | vierter Qing-Kaiser von China                                | 87    |       |
| 9. Februar  | Giovanni Archinto                                   | Kardinal der katholischen Kirche                             |       |       |
| 9. Februar  | Johann Baptist Babel                                | Schweizer Architekt                                          | 82    |       |
| 10. Februar | Ludwig von Bréchainville                            | österreichischer General                                     |       |       |
| 12. Februar | Franz Xaver Duschek                                 | tschechischer Komponist, Cembalist, Pianist                  |       |       |
| 12. Februar | Johann Eberhard Rudolf Hiller von Gaertringen       | preußischer Generalmajor                                     | 64    |       |
| 12. Februar | Heinrich XIV. Reuß zu Greiz                         | Fürst Reuß zu Greiz, österreichischer Botschafter in Preußen | 49    |       |
| 12. Februar | Lazzaro Spallanzani                                 | italienischer Wissenschaftler                                | 70    |       |
| 14. Februar | Johann Karl Girard                                  | estländischer Unternehmer                                    | 66    |       |
| 16. Februar | Karl Theodor                                        | Kurfürst von der Pfalz und von Bayern                        | 74    |       |
| 17. Februar | Michel Victor Acier                                 | französischer Bildhauer                                      | 63    |       |
| 18. Februar | Maurus Haberhauer                                   | mährischer Theologe, Komponist und Musikpädagoge             | 52    |       |
| 18. Februar | Johannes Hedwig                                     | deutscher Botaniker und Arzt                                 | 68    |       |
| 19. Februar | Andreas Hupfer                                      | deutscher Gutsbesitzer und Mäzen                             | 77    |       |
| 20. Februar | Jean-Charles de Borda                               | französischer Mathematiker und Seemann                       | 65    |       |
| 20. Februar | Georg Christian Unger                               | deutscher Architekt und Baumeister Friedrich II. von Preußen | 55    |       |
| 22. Februar | Heshen                                              | chinesischer Beamter                                         |       |       |
| 22. Februar | Johann Baptist Lachenbauer                          | Bischof von Brünn                                            |       |       |
| 24. Februar | Broërius Broes                                      | niederländischer reformierter Theologe                       | 41    |       |
| 24. Februar | Fridericus Carolus de Hosson                        | niederländischer Porträt- und Historienmaler                 | 81    |       |
| 24. Februar | Georg Christoph Lichtenberg                         | deutscher Naturforscher und Schriftsteller                   | 56    |       |
| 25. Februar | William Dawes                                       | Patriot im Amerikanischen Unabhängigkeitskrieg               | 53    |       |
| 25. Februar | Johann Peter Herrlein                               | Maler                                                        | 76    |       |
| Februar     | Renatus Gotthelf Löbel                              | deutscher Jurist, Lexikograf und Privatgelehrter             | 31    |       |

## März
| Tag      | Name                                          | Beruf, bekannt als                                                                  | Alter | Beleg |
| -------- | --------------------------------------------- | ----------------------------------------------------------------------------------- | ----- | ----- |
| 3. März  | Dirk Klinkenberg                              | niederländischer Astronom                                                           | 89    |       |
| 4. März  | Joseph Liesganig                              | österreichischer Jesuit, Geodät und Astronom                                        | 80    |       |
| 7. März  | Joseph McDowell                               | US-amerikanischer Politiker                                                         | 41    |       |
| 8. März  | Ignaz Ablasser                                | österreichischer Maler                                                              | 59    |       |
| 11. März | Johann Heinrich Mücke                         | deutscher Pädagoge und Philologe                                                    | 64    |       |
| 12. März | François d’Etienne de Saint-Jean de Prunières | französischer Bischof                                                               | 80    |       |
| 13. März | Beat Fidel Zurlauben                          | letzter männliche Nachkomme der Familie Zurlauben                                   | 78    |       |
| 14. März | Maurizio Pedetti                              | italienischer Architekt, tätig v. a. in Deutschland                                 | 79    |       |
| 15. März | Johann Jacob Büchting                         | deutscher Landmesser, Markscheider und Forstmann                                    | 70    |       |
| 15. März | Karl Eszterházy                               | Bischof von Vác und von Eger (Ungarn)                                               | 73    |       |
| 15. März | Johann Franz Kfeller von Sachsengrün          | böhmischer Geistlicher, infulierter Prälat von Krumau                               | 74    |       |
| 18. März | Adam Friedrich Oeser                          | deutscher Maler und Bildhauer                                                       | 82    |       |
| 18. März | John Randall                                  | englischer Organist, Musikprofessor und Komponist                                   |       |       |
| 19. März | Jakob Johann Taube von Kudding                | schwedischer Graf und Generalleutnant                                               | 71    |       |
| 20. März | Manuel Antonio Flórez                         | Vizekönig von Neugranada und Neuspanien                                             | 75    |       |
| 21. März | Bartolomeo Girardoni                          | gelernter Uhrmacher, sowie Erfinder                                                 | 54    |       |
| 21. März | Peter Gnehm                                   | Schweizer Fayencemaler                                                              |       |       |
| 22. März | Joseph Anton Carl                             | deutscher Naturwissenschaftler und Mediziner                                        | 73    |       |
| 25. März | Karl Aloys zu Fürstenberg                     | österreichischer Feldmarschallleutnant                                              | 38    |       |
| 25. März | Ernst Julius Marx                             | Orgelbauer                                                                          | 70    |       |
| 25. März | Francesco Pesaro                              | venezianischer Adliger und Diplomat                                                 | 59    |       |
| 25. März | Constantin Reindl                             | Schweizer Komponist und Theologe                                                    | 60    |       |
| 25. März | Joseph Anton von Seeau                        | Hofmusikintendant unter den bayerischen Kurfürsten Max III. Joseph und Karl Theodor | 85    |       |
| 25. März | Wilhelm von Anhalt-Bernburg                   | Prinz von Anhalt-Bernburg, Militär                                                  | 27    |       |
| 26. März | Hieronymus Michael Pockwitz                   | deutscher Drucker und Verleger                                                      |       |       |
| 27. März | Otto Heinrich Friedrich von Borch             | preußischer Generalmajor                                                            | 75    |       |
| 28. März | Susanna Jacobina Jungert                      | Sängerin (Sopranistin)                                                              | 57    |       |
| 28. März | Etta Lubina Johanna Palm-Aelders              | niederländische Feministin, aktiv in der französischen Revolution                   | 55    |       |
| 28. März | Nikolaus Reinhold Pfeilitzer genannt Franck   | kursächsischer General der Infanterie                                               |       |       |
| 28. März | Bendix Friedrich Zinck                        | schleswig-holsteinischer Stadtmusikant, Organist und Komponist                      | 83    |       |
| 29. März | Helena Dorothea von Schönberg                 | deutsche Rittergutsherrin und Unternehmerin                                         | 69    |       |
| 30. März | Andreas Krämer                                | deutscher Orgelbauer und kurpfälzischer Hoforgelmacher                              | 68    |       |
| März     | Christian Gotthold Hauffe                     | deutscher Buchhändler, Verleger und Romanautor                                      |       |       |

## April
| Tag       | Name                                              | Beruf, bekannt als | Alter | Beleg |
| --------- | ------------------------------------------------- | --- | ----- | ----- |
| 1. April  | Narcís Casanoves i Bertran                        | katalanischer Komponist, Organist und Benediktinermönch                                                                   | 52    |       |
| 2. April  | Pierre Charles Lemonnier                          | französischer Astronom | 83    |       |
| 2. April  | Johann Gottlieb Bernhard von Münchhausen          | gräflich-mansfeldischer Hofrat und kursächsischer Kreisdirektor                                                           | 72    |       |
| 2. April  | Johann August Unzer                               | deutscher Arzt | 71    |       |
| 5. April  | Honoré Fragonard                                  | französischer Anatom | 66    |       |
| 5. April  | Johann Christoph Gatterer                         | deutscher Historiker | 71    |       |
| 6. April  | Christoph Heinrich Adolph von Zehmen              | Kapitän, Generaladjudant, Kammerherr, Reisemarschall und Schloßhauptmann                                                  | 70    |       |
| 8. April  | Christian Albrecht Wolters                        | oldenburgischer Konferenzrat und Kanzleidirektor                                                                          | 82    |       |
| 10. April | Friederike von Alvensleben                        | deutsche Schauspielerin                                                                                                   | 50    |       |
| 12. April | Ernst Wilhelm Hempel                              | deutscher evangelischer Theologe                                                                                          |       |       |
| 14. April | Johann Heinrich Jung                              | deutscher Historiker, Hofhistoriograph, Bibliothekar und Bibliotheksdirektor, Hochschullehrer, Jurist und Prinzenerzieher | 84    |       |
| 17. April | Otto Philipp von Hohenfeld                        | österreichischer Feldzeugmeister                                                                                          | 66    |       |
| 17. April | Henriette von Schuckmann                          | schlesische Beamtentochter, Liebe von Johann Wolfgang Goethe                                                              | 29    |       |
| 18. April | William Duer                                      | US-amerikanischer Jurist, Bodenspekulant und Politiker                                                                    | 52    |       |
| 19. April | Pieter Hellendaal                                 | niederländischer Komponist, Organist und Violinist                                                                        | 78    |       |
| 22. April | Eberhard Friedrich Hübner                         | deutscher Lyriker und Erzähler                                                                                            | 35    |       |
| 23. April | August Wilhelm von Vietinghoff                    | preußischer Generalleutnant                                                                                               | 70    |       |
| 23. April | Anton Johan Wrangel                               | schwedischer Admiral | 75    |       |
| 27. April | Louis Marie Joseph Maximilien Caffarelli du Falga | französischer Brigadegeneral                                                                                              | 43    |       |
| 28. April | François Giroust                                  | klassischer Komponist | 62    |       |
| 28. April | Matthew Griswold                                  | US-amerikanischer Politiker und Jurist                                                                                    | 85    |       |
| 29. April | David van Royen                                   | niederländischer Mediziner und Botaniker                                                                                  | 71    |       |
| 29. April | Johann Adolf von Sachsen-Gotha-Altenburg          | kursächsischer General | 77    |       |
| April     | Alexander Andrejewitsch Besborodko                | russischer Staatsmann, zuletzt Kanzler                                                                                    | 52    |       |

## Mai
| Tag     | Name                                              | Beruf, bekannt als                                          | Alter | Beleg |
| ------- | ------------------------------------------------- | ----------------------------------------------------------- | ----- | ----- |
| 1. Mai  | Johann Ludwig Schulze                             | deutscher Philologe und evangelischer Theologe              | 64    |       |
| 2. Mai  | Henri-Joseph Rigel                                | deutscher, in Frankreich wirkender Komponist der Klassik    | 58    |       |
| 3. Mai  | Michael Kasimir Oginski                           | polnisch-litauischer Graf, Künstler                         |       |       |
| 4. Mai  | Tipu Sultan                                       | indischer Herrscher                                         |       |       |
| 4. Mai  | Johann Christoph Wohler                           | deutscher Bildhauer                                         |       |       |
| 5. Mai  | Abraham Bennet                                    | englischer Pfarrer, Erfinder und Mitglied der Royal Society |       |       |
| 8. Mai  | Ludwig Dehne                                      | Gründer der Wiener k.u.k. Hofzuckerbäckerei                 |       |       |
| 8. Mai  | Franz Vinzenz Schmid                              | Schweizer Chronist, Politiker und Rebellenführer            | 40    |       |
| 9. Mai  | Claude Balbastre                                  | französischer Komponist und Organist                        | 74    |       |
| 12. Mai | Juan Vicente de Güemes                            | spanischer Vizekönig von Neuspanien                         | 61    |       |
| 13. Mai | Jesaja Berlin                                     | deutscher Rabbiner, Oberrabbiner in Breslau                 | 73    |       |
| 13. Mai | Dominicus Zawřel                                  | Zisterzienser und Märtyrer                                  |       |       |
| 17. Mai | Josef Johann Nepomuk Pehem                        | Kirchenrechtler und Hochschullehrer                         | 59    |       |
| 18. Mai | Pierre Augustin Caron de Beaumarchais             | französischer Dramatiker                                    | 67    |       |
| 21. Mai | Daniel Itzig                                      | preußischer Hoffaktor und jüdischer Bankier und Unternehmer | 76    |       |
| 24. Mai | Caspar Frederik Harsdorff                         | Architekt des dänischen Klassizismus                        | 63    |       |
| 25. Mai | Friedrich Carl Willibald von Groschlag zu Dieburg | Diplomat                                                    |       |       |
| 26. Mai | James Burnett                                     | schottischer Advokat und Literat                            | 84    |       |
| 29. Mai | Franz Albert Leopold von Oberndorff               | kurpfälzischer Minister und Statthalter des Kurfürsten      | 78    |       |
| 29. Mai | Josef Anton Puellacher                            | österreichischer Kirchenmaler                               | 62    |       |

## Juni
| Tag      | Name                                                          | Beruf, bekannt als                                                                                | Alter | Beleg |
| -------- | ------------------------------------------------------------- | ------------------------------------------------------------------------------------------------- | ----- | ----- |
| 5. Juni  | Johann Andreas Jacob Varnhagen                                | deutscher Mediziner                                                                               | 42    |       |
| 6. Juni  | Patrick Henry                                                 | Rechtsanwalt und Politiker in den Vereinigten Staaten                                             | 63    |       |
| 7. Juni  | Barbara Campanini                                             | italienische Ballett-Tänzerin                                                                     | 78    |       |
| 7. Juni  | Friedrich Wilhelm Kulenkamp                                   | deutscher Jurist                                                                                  | 85    |       |
| 7. Juni  | Increase Sumner                                               | US-amerikanischer Politiker und Jurist                                                            | 52    |       |
| 7. Juni  | Victoire von Frankreich                                       | Prinzessin von Frankreich und Navarra                                                             | 66    |       |
| 8. Juni  | August Gottlob Friedrich Koltitz                              | deutscher evangelischer Theologe                                                                  | 71    |       |
| 10. Juni | Joseph Bologne, Chevalier de Saint-Georges                    | französischer Fechter, Geigenvirtuose, Komponist und Dirigent                                     | 53    |       |
| 12. Juni | Jurij Rak                                                     | sorbischer Jurist, Dichter und Komponist                                                          | 58    |       |
| 14. Juni | Ludwig Carl Franz Leopold zu Hohenlohe-Waldenburg-Bartenstein | deutscher Reichsfürst und Kunstmäzen                                                              | 67    |       |
| 18. Juni | Johann André                                                  | deutscher Musiker, Komponist und Musikverleger                                                    | 58    |       |
| 19. Juni | Amalie von Sachsen-Hildburghausen                             | Prinzessin von Sachsen-Hildburghausen, durch Heirat Fürstin von Hohenlohe-Neuenstein zu Oehringen | 66    |       |
| 24. Juni | Friedrich Wilhelm von Wangenheim                              | preußischer Generalmajor                                                                          | 78    |       |
| 25. Juni | Asada Gōryū                                                   | japanischer Astronom                                                                              | 65    |       |
| 26. Juni | Pierre-Jacques Willermoz                                      | französischer Arzt, Chemiker und Enzyklopädist                                                    | 63    |       |
| 28. Juni | Francesco Caracciolo                                          | Admiral des Königreiches Neapel                                                                   | 47    |       |

## Juli
| Tag      | Name                                  | Beruf, bekannt als                                                             | Alter | Beleg |
| -------- | ------------------------------------- | ------------------------------------------------------------------------------ | ----- | ----- |
| 1. Juli  | Christian Heinrich Kersten            | deutscher Orgelbauer                                                           |       |       |
| 2. Juli  | Johann Georg Heinrich Oelrichs        | deutscher reformierter Prediger                                                |       |       |
| 4. Juli  | Simon Grynaeus                        | Schweizer evangelischer Geistlicher und Übersetzer                             | 74    |       |
| 4. Juli  | Adam Heinrich von Wolfframsdorff      | preußischer Offizier, zuletzt Generalleutnant sowie Gouverneur von Mainz       | 77    |       |
| 5. Juli  | François Ignace Ervoil d’Oyré         | französischer General                                                          | 60    |       |
| 5. Juli  | Cornelis de Pauw                      | niederländischer Historiker, Kulturphilosoph und Philologe                     | 59    |       |
| 6. Juli  | Daniel Huger                          | US-amerikanischer Politiker                                                    | 57    |       |
| 7. Juli  | William Curtis                        | englischer Botaniker, Apotheker und Entomologe                                 | 53    |       |
| 9. Juli  | Elzéar-Auguste Cousin de Dommartin    | französischer Divisionsgeneral der Artillerie                                  | 31    |       |
| 9. Juli  | Bavius Voorda                         | niederländischer Rechtswissenschaftler                                         | 70    |       |
| 19. Juli | Jean Baptiste Feronce von Rotenkreutz | Minister des Herzogtums Braunschweig                                           | 75    |       |
| 19. Juli | Olivier Remigius von Wallis           | k.k. Feldzeugmeister                                                           | 56    |       |
| 20. Juli | Karl Friedrich Walch                  | deutscher Rechtswissenschaftler                                                | 64    |       |
| 23. Juli | Elisha Lawrence                       | US-amerikanischer Politiker                                                    |       |       |
| 24. Juli | Johann Wilhelm Redtel                 | deutscher Kommunaljurist, Oberbürgermeister von Stettin                        | 61    |       |
| 25. Juli | George Nicholas                       | US-amerikanischer Jurist                                                       |       |       |
| 26. Juli | Antoine Groignard                     | französischer Marineingenieur                                                  | 72    |       |
| 28. Juli | Johann Georg Distler                  | österreichischer Geiger und Komponist                                          |       |       |
| 29. Juli | Johann Friedrich von und zum Stein    | preußischer Oberst und Diplomat sowie Komtur des Deutschen Ordens in Weddingen |       |       |

## August
| Tag        | Name                                          | Beruf, bekannt als                                                    | Alter | Beleg |
| ---------- | --------------------------------------------- | --------------------------------------------------------------------- | ----- | ----- |
| 2. August  | Douglas Douglas-Hamilton, 8. Duke of Hamilton | schottischer Adliger                                                  | 43    |       |
| 2. August  | Jacques Étienne Montgolfier                   | Erfinder des Heißluftballons, der Montgolfière                        | 54    |       |
| 4. August  | John Bacon der Ältere                         | britischer Bildhauer                                                  | 58    |       |
| 5. August  | Richard Howe, 1. Earl Howe                    | britischer Flottenadmiral und Erster Lord der Admiralität             | 73    |       |
| 5. August  | Giuseppe Parini                               | italienischer Lyriker und Satiriker                                   | 70    |       |
| 6. August  | Marcus Élieser Bloch                          | deutscher Ichthyologe                                                 |       |       |
| 6. August  | Joseph Frieberth                              | österreichischer Komponist                                            | 74    |       |
| 6. August  | Franz Georg von Keeß                          | österreichischer Jurist                                               | 52    |       |
| 7. August  | Friedrich Gottfried von der Groeben           | preußischer Justizdirektor, Landhofmeister, Landrat und Etatsminister | 72    |       |
| 8. August  | William Feilding, Viscount Feilding           | britischer Offizier und Politiker                                     | 39    |       |
| 11. August | Christoph Ludwig Kerner                       | württembergischer Oberamtmann und Vater Justinus Kerners              | 55    |       |
| 11. August | Philibert Gruber von Zurglburg                | Tiroler Franziskaner und Philosoph                                    | 38    |       |
| 13. August | Wassili Iwanowitsch Baschenow                 | russischer Architekt                                                  |       |       |
| 13. August | Floridus Leeb                                 | österreichischer Priester und Propst von Stift Klosterneuburg         | 68    |       |
| 14. August | Georg Adam Gmelin                             | deutscher Offizier                                                    | 77    |       |
| 15. August | Barthélemy-Catherine Joubert                  | französischer General                                                 | 30    |       |
| 16. August | Vincenzo Manfredini                           | italienischer Cembalist, Komponist und Musiktheoretiker               | 61    |       |
| 17. August | Christian Heinrich Spieß                      | deutscher Dramatiker und Autor von Trivialromanen                     | 44    |       |
| 17. August | Erich Magnus von Wolffradt                    | preußischer Husarengeneral                                            |       |       |
| 20. August | Johann Christian Gottlob Eidenbenz            | deutscher Musiker und Komponist                                       | 37    |       |
| 20. August | Eleonora Fonseca Pimentel                     | portugiesische Dichterin                                              | 47    |       |
| 20. August | Friedrich Schwedenstein                       | Maler                                                                 | 29    |       |
| 21. August | Johann Julius Walbaum                         | deutscher Arzt, Naturforscher, Zoologe und Taxonom                    | 75    |       |
| 22. August | Marie Jean François Philibert Lecarlier       | französischer Politiker                                               | 46    |       |
| 22. August | Gotthilf Friedemann Löber                     | deutscher evangelischer Geistlicher und Pädagoge                      | 76    |       |
| 23. August | Simon Louis du Ry                             | deutscher Oberhofbaumeister und Architekt                             | 73    |       |
| 24. August | Franz Fidel Bröchin                           | Schweizer Barockmaler                                                 | 63    |       |
| 25. August | John Arnold                                   | englischer Uhrmacher und Erfinder                                     |       |       |
| 28. August | Benedikt Henrici                              | deutsch-österreichischer frühklassizistischer Architekt               | 50    |       |
| 29. August | Pius VI.                                      | Papst (1775–1799)                                                     | 81    |       |
| 31. August | Nicolas-Henri Jardin                          | französischer Architekt                                               | 79    |       |

## September
| Tag           | Name                                     | Beruf, bekannt als                                                                     | Alter | Beleg |
| ------------- | ---------------------------------------- | -------------------------------------------------------------------------------------- | ----- | ----- |
| 1. September  | Anne Léon II. de Montmorency-Fosseux     | französischer Militär                                                                  | 68    |       |
| 2. September  | Johan Gerhards von Angelbek              | deutscher Anwalt und Kolonialbeamter im Dienst der Niederländischen Ostindien-Kompanie | 71    |       |
| 3. September  | Karl Ludwig Bauer                        | deutscher Philologe                                                                    | 69    |       |
| 5. September  | Erasmus Ludwig Friedrich von der Groeben | preußischer Generalmajor und Gesandter                                                 | 55    |       |
| 7. September  | Jan Ingenhousz                           | holländischer Arzt und Botaniker                                                       | 68    |       |
| 7. September  | Louis Guillaume Le Monnier               | französischer Arzt, Botaniker, Mykologe und Enzyklopädist                              | 82    |       |
| 8. September  | Elias Hasket Derby                       | US-amerikanischer Kaufmann                                                             | 60    |       |
| 11. September | Johann Samuel Adler                      | preußischer Beamter                                                                    |       |       |
| 12. September | Wilhelm Albrecht von Burghagen           | preußischer Generalmajor                                                               | 60    |       |
| 12. September | Johann Ludwig Strecker                   | deutscher Kunstmaler                                                                   | 78    |       |
| 13. September | Joseph von Fürnberg                      | österreichischer Industrieller                                                         | 57    |       |
| 14. September | Jean-Antoine David                       | französischer Brigadegeneral der Kavallerie                                            | 31    |       |
| 14. September | Louise von Plessen                       | Oberhofmeisterin in Kopenhagen                                                         | 74    |       |
| 19. September | Maximilian Mayla                         | österreichischer Zisterzienser und Abt                                                 | 69    |       |
| 23. September | Antonín Strnad                           | böhmischer Mathematiker, Astronom und Meteorologe                                      | 53    |       |
| 25. September | Friedrich von Hotze                      | österreichischer General                                                               | 60    |       |
| 27. September | Niklaus Anton Kirchberger                | Schweizer Magistrat und Ökonom                                                         |       |       |
| 30. September | Johann Christoph Krause                  | deutscher Historiker                                                                   | 49    |       |
| September     | Marija Woinowna Subowa                   | russische Komponistin und Sängerin                                                     |       |       |

## Oktober
| Tag         | Name                              | Beruf, bekannt als | Alter | Beleg |
| ----------- | --------------------------------- | --- | ----- | ----- |
| 2. Oktober  | Moritz Engelbrecht von Kursell    | Herr auf Orrisaar und Essenberg                                                                                                 | 55    |       |
| 5. Oktober  | Leopold Schönberg von Brenkenhoff | preußischer Offizier und Militärschriftsteller                                                                                  |       |       |
| 5. Oktober  | Johann Wilhelm Cramer             | Violinist und Dirigent | 53    |       |
| 5. Oktober  | António Dinis da Cruz e Silva     | portugiesischer Lyriker und Richter                                                                                             |       |       |
| 6. Oktober  | William Withering                 | englischer Mediziner und Botaniker                                                                                              | 58    |       |
| 10. Oktober | John Williams                     | US-amerikanischer Politiker | 68    |       |
| 11. Oktober | Johann Friedrich Fischer          | Philosoph, Philologe und Rektor der Thomasschule                                                                                | 73    |       |
| 14. Oktober | Bengt Andersson Qvist             | schwedischer Mineraloge und Bergbauexperte                                                                                      | 72    |       |
| 14. Oktober | Johann Wendler                    | deutscher Buchhändler, Verleger und Stifter                                                                                     | 85    |       |
| 16. Oktober | Antoine-Frédéric Gresnick         | belgischer Komponist | 44    |       |
| 17. Oktober | Louis Claude Cadet de Gassicourt  | französischer Apotheker und Chemiker                                                                                            | 68    |       |
| 17. Oktober | Johann Georg Schlosser            | deutscher Jurist, Staatsmann und Übersetzer                                                                                     | 59    |       |
| 20. Oktober | Louis-Marie-Guy d’Aumont          | französischer Adliger und Militär                                                                                               | 67    |       |
| 20. Oktober | James Iredell                     | US-amerikanischer Jurist | 49    |       |
| 23. Oktober | Josef Batthyány                   | ungarischer Adliger, Kardinal und Fürstprimas                                                                                   | 72    |       |
| 23. Oktober | William Paca                      | Jurist und Politiker italienischer Abstammung; unterzeichnete für Maryland die Unabhängigkeitserklärung der Vereinigten Staaten | 58    |       |
| 24. Oktober | Carl Ditters von Dittersdorf      | österreichischer Komponist | 59    |       |
| 25. Oktober | Jonathan Nicoll Havens            | US-amerikanischer Jurist und Politiker                                                                                          | 42    |       |
| 28. Oktober | Paul von Gonzenbach               | preußischer Oberst und Festungsbauer                                                                                            | 75    |       |
| 29. Oktober | Domenico Cirillo                  | italienischer Botaniker, Arzt und Politiker                                                                                     | 60    |       |
| 29. Oktober | Francesco Mario Pagano            | italienischer Jurist und Autor                                                                                                  | 50    |       |

## November
| Tag          | Name                               | Beruf, bekannt als                                         | Alter | Beleg |
| ------------ | ---------------------------------- | ---------------------------------------------------------- | ----- | ----- |
| 2. November  | Ludwig Karl Gottbill               | deutscher Hüttenbesitzer und Bürgermeister der Stadt Trier | 68    |       |
| 5. November  | Ernst Christoph Friedrich von Auer | preußischer Kriegs- und Domänenrat                         | 36    |       |
| 8. November  | Werner de Weerth                   | Bürgermeister von Elberfeld                                | 58    |       |
| 9. November  | Juliane von Hessen-Philippsthal    | Gräfin von Schaumburg-Lippe                                | 38    |       |
| 10. November | Johann Christian Brandes           | deutscher Schauspieler und Dramatiker                      | 63    |       |
| 11. November | Joseph Helwig                      | österreichischer Archivar und Historiker                   | 69    |       |
| 12. November | Frans Casper Snitger               | niederländischer Orgelbauer                                | 75    |       |
| 15. November | Nicolaus Binder                    | Jurist und Ratsherr der Hansestadt Lübeck                  |       |       |
| 15. November | Caspar Gabriel Gröning             | deutscher Jurist und Autor                                 | 47    |       |
| 17. November | Georg Jacob Decker                 | Buchdrucker in Berlin                                      | 67    |       |
| 19. November | Willibald Wunderer                 | Maler des Barocks                                          | 60    |       |
| 20. November | Louise Marie Madeleine Fontaine    | Französin, begründete einen Salon auf Schloss Chenonceau   | 93    |       |
| 21. November | Emanuel Christoph Klüpfel          | deutscher Theologe und Autor                               | 87    |       |
| 25. November | Christian Traugott Weinlig         | deutscher Architekturtheoretiker, Architekt und Baubeamter | 60    |       |
| 30. November | John de la Pole, 6. Baronet        | britischer Adliger und Politiker                           | 42    |       |
| 30. November | Claude de Saint Martin             | Reichsgraf, Kurpfälzer Unternehmer und Hofbeamter          | 70    |       |
| 30. November | Guillaume Voiriot                  | französischer Porträtmaler                                 |       |       |

## Dezember
| Tag          | Name                                        | Beruf, bekannt als                                                                                   | Alter | Beleg |
| ------------ | ------------------------------------------- | --- | ----- | ----- |
| 3. Dezember  | Niklaus Friedrich von Steiger               | letzter Schultheiss des alten Bern                                                                   | 70    |       |
| 6. Dezember  | Joseph Black                                | schottischer Physiker und Chemiker                                                                   | 71    |       |
| 8. Dezember  | Giuseppe Cades                              | italienischer Maler und Grafiker                                                                     | 49    |       |
| 8. Dezember  | Gabriel Christian Lembke                    | deutscher Jurist und Bürgermeister von Lübeck                                                        | 61    |       |
| 8. Dezember  | Johann Daniel Taube                         | deutscher Arzt                                                                                       | 74    |       |
| 9. Dezember  | Augustin Bossi                              | italienischer Stuckateur                                                                             | 59    |       |
| 9. Dezember  | Bartolomeo Cavaceppi                        | italienischer Bildhauer und Restaurator                                                              |       |       |
| 10. Dezember | Alexander von Knobelsdorff                  | preußischer Generalfeldmarschall                                                                     | 76    |       |
| 11. Dezember | Charles Edward Jennings de Kilmaine         | französischer Divisionsgeneral der Kavallerie                                                        | 48    |       |
| 14. Dezember | Johann Balzer                               | böhmischer Kupferstecher und Verleger                                                                | 61    |       |
| 14. Dezember | Christoph Friedrich von Derschau            | preußischer Regierungspräsident von Ostfriesland                                                     | 85    |       |
| 14. Dezember | George Washington                           | US-amerikanischer Politiker, 1. Präsident der Vereinigten Staaten (1789–1797)                        | 67    |       |
| 15. Dezember | Henriette Katharina Agnes von Anhalt-Dessau | Prinzessin von Anhalt-Dessau, Dechantin im Stift Herford, durch Heirat Freifrau von Loën             | 55    |       |
| 15. Dezember | Mathias Obermayr                            | deutscher Stuckateur und Bildhauer                                                                   | 79    |       |
| 16. Dezember | Curt Adolph Dietrich von Schönberg          | kurfürstlich-sächsischer Kammerherr und Rittergutsbesitzer                                           | 50    |       |
| 17. Dezember | John Habersham                              | US-amerikanischer Politiker                                                                          | 44    |       |
| 17. Dezember | Philipp Ludwig Ernst Mosebach               | deutscher Jäger und Lehrmeister des Räubers Schinderhannes                                           | 29    |       |
| 17. Dezember | Karl Otto von Salzdahlum                    | Sohn Herzog Anton Ulrichs von Braunschweig-Wolfenbüttel                                              |       |       |
| 18. Dezember | Johann Hortzschansky                        | sorbischer Pädagoge, Historiker und Philologe                                                        | 77    |       |
| 18. Dezember | Jean-Étienne Montucla                       | französischer Mathematiker                                                                           | 74    |       |
| 18. Dezember | Préville                                    | französischer Schauspieler                                                                           |       |       |
| 20. Dezember | Johann Kaspar Hechtel                       | deutscher Sachbuchautor und Spieleautor                                                              | 28    |       |
| 23. Dezember | Karl August Wilhelm von Gemmingen           | baden-durlachscher Offizier, hohenlohe-bartensteinischer Oberjägermeister und Grundherr in Maienfels | 59    |       |
| 24. Dezember | Ludwig Graf von Cavriani                    | österreichischer Adliger und Beamter                                                                 | 60    |       |
| 28. Dezember | Hortense-Félicité de Mailly-Nesle           | französische Hofdame                                                                                 | 84    |       |
| 28. Dezember | Pauline Maria Tutein                        | deutsch-dänische Philanthropin                                                                       | 74    |       |
| 30. Dezember | Georg Wilhelm von Güntersberg               | Oberst und Kommandeur im Infanterieregiment Nr. 8                                                    |       |       |
| 31. Dezember | Louis Jean-Marie Daubenton                  | französischer Naturforscher                                                                          | 83    |       |
| 31. Dezember | Jean-François Marmontel                     | französischer Schriftsteller                                                                         | 76    |       |

## Datum unbekannt
| Tag | Name                                  | Beruf, bekannt als                                                    | Alter | Beleg |
| --- | ------------------------------------- | --------------------------------------------------------------------- | ----- | ----- |
|     | Johann Lambert von Babo               | deutscher Stadtschreiber                                              |       |       |
|     | Peter im Baumgarten                   | Schweizer Findelkind                                                  |       |       |
|     | Louis-Victor Bodard                   | französischer Ingenieur                                               |       |       |
|     | Johann Christian Breithaupt           | deutscher Feinmechaniker                                              |       |       |
|     | João de Sousa Carvalho                | portugiesischer Barock- und Rokokokomponist                           |       |       |
|     | Melchior Chiesa                       | italienischer Komponist und Musiker                                   |       |       |
|     | Charles-Gabriel-Frédéric Christin     | französischer Jurist und Historiker                                   |       |       |
|     | Wilhelm Emanuel Dittlinger            | Schweizer Hafner                                                      |       |       |
|     | John Evans                            | walisischer Entdecker                                                 |       |       |
|     | Louis-Jacques Goussier                | französischer Mathematiker, Philosoph und Graphiker                   |       |       |
|     | Katterfelto                           | deutscher Zauberkünstler, wissenschaftlicher Referent und Quacksalber |       |       |
|     | Luo Ping                              | chinesischer Maler der Qing-Dynastie                                  |       |       |
|     | Luis Paret y Alcázar                  | spanischer Maler                                                      |       |       |
|     | Johann Thomas Petry                   | deutscher Architekt und Baubeamter                                    |       |       |
|     | Jacob Cubitt Pring                    | englischer Organist und Komponist                                     |       |       |
|     | Siegfried Schmiedt                    | deutscher Komponist                                                   |       |       |
|     | Franz Andreas Schramm                 | deutscher Theologe                                                    |       |       |
|     | Padre Sojo                            | venezolanischer Priester und Musikpädagoge                            |       |       |
|     | Marija Subowa                         | russische Komponistin und Sängerin                                    |       |       |
|     | Juan José de Vértiz y Salcedo         | Vizekönig von Río de la Plata                                         |       |       |
|     | Pierre-Jacques Volaire                | französischer Landschaftsmaler                                        |       |       |
|     | Karl Abraham Wetzlar von Plankenstern | österreichischer Hofagent und Mäzen                                   |       |       |
|     | James White                           | irischer Autor und Übersetzer                                         |       |       |
|     | Vincenz Philipp de Witte de Limminghe | Bürgermeister der Reichsstadt Aachen                                  |       |       |